# 斯特凡諾·索倫蒂諾
斯特凡諾·索倫蒂諾（義大利語：Stefano Sorrentino；1979年3月28日—）是一位意大利足球運動員。在場上的位置是守門員。他現在效力於意大利足球甲級聯賽球隊基爾禾，曾效力於巴勒莫足球俱樂部。他是在2013年1月25日轉會巴勒莫的。